# Дружна песен
„Дружна песен“, наричана също „Песен на труда“, е песен, традиционно свързвана с отбелязването на Деня на труда в България и Югославия.
Текстът на песента е написан от активиста на Българската работническа социалдемократическа партия Георги Кирков и е публикуван през 1898 година в алманаха „Червен народен календар“. Той, изглежда, е вдъхновен от текста на популярния и днес химн на австрийските социалдемократи Lied der Arbeit от 1868 година, който обаче се различава чувствително и се изпълнява с напълно различна музика.
Първоначално стихотворението на Кирков се рецитира на сбирки на социалдемократите, а през 1900 година Георги Горанов композира оригинална музика по текста. Песента е изпълнена за пръв път пред публика под негово диригентство на събрание на местна социалистическа група в Кюстендил на 24 май 1903 година. През следващите години тя придобива голяма популярност в социалистическите среди и е често изпълнявана, включително и като част от официалната пропаганда на тоталитарния комунистически режим във втората половина на XX век.
През 1912 година стихотворението на Георги Кирков е публикувано в Югославия като Nek drugarska pjesma jekne, а след това и в станалия популярен сърбохърватски превод Drugarska se pjesma ori. В Междувоенния период песента става широко известна в югославското социалистическо движение. Тя има и албански вариант, използван от комунистите в Косово, озаглавен Kënga e punës.